# Min søsters børn når de er værst
Min søsters børn når de er værst er en dansk film fra 1971, skrevet og instrueret af Annelise Reenberg.

## Medvirkende
- William Rosenberg – Peter Berg
- Jeanne Darville – Else Berg
- Sonja Oppenhagen – Rikke Berg
- Jan Priiskorn-Schmidt – Jan Berg
- Vibeke Houlberg – Lotte Berg
- Michael Rosenberg – Michael Berg
- Pusle Helmuth – Pusle Berg
- Lars Madsen – Blop
- Katrine Salomon – Lille Mulle
- Ditte Jensen – Lille Bøtte
- Axel Strøbye – Onkel Erik Lund
- Sigrid Horne-Rasmussen – Fru Jensen
- Judy Gringer – Camilla Olsen
- Karl Stegger – Advokat Andersen
- Thecla Boesen – Edel Andersen
- Niels Hinrichsen – Niels
- Dirch Passer – Viggo
- Jørgen Kiil – René
- Ernst Meyer – Egon
- Preben Mahrt – Havnefoged
- Jens Østerholm – Svensk politimand
- Ole Guldbrandsen – Svensk politimand
- Svein Håkonsson – Svensk politimand
- Horst-Werner Loos – Tysk forretningsmand
- Helga Werner-Loos – Forretningsmandens sekretær